# Przystajń
Przystajń is een dorp in het Poolse woiwodschap Silezië, in het district Kłobucki. De plaats maakt deel uit van de gemeente Przystajń en telt 2200 inwoners.